# 荣桓镇
荣桓镇，是中华人民共和国湖南省衡陽市衡东县下辖的一个乡镇级行政单位。

## 行政区划
荣桓镇下辖以下地区：
前进社区、长岭村、横板村、车路村、洪江村、杉山村、增加村、船湾村、坪冲村、东风村、泉垅村、松塘村、清泉村、柏塘村、田垅村、太湖湾村、桐塘村、柏冲村、南湾村、卫星村、新屋村、神塘村、锡岩村、知塘村、铁村村、冲塘村和山塘村。